# Thermo-elektrisch effect

Een thermokoppel genereert een gelijkspanning en dus een gelijkstroom

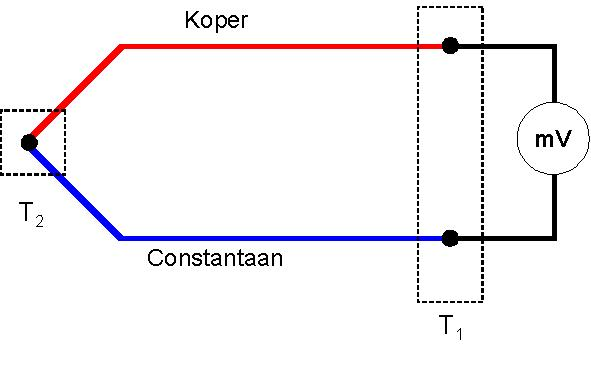
Seebeckeffect gebruikt in thermokoppel

Het thermo-elektrisch effect of peltier-seebeckeffect is een temperatuureffect dat optreedt op de overgang tussen twee verschillende metalen.
Het thermo-elektrische effect kan twee kanten op werken.

## Microspanningsgenerator
Ten eerste: het aanleggen van een temperatuurverschil over twee metaalovergangen veroorzaakt een elektrische stroom tussen deze twee overgangen. Dit komt doordat beide metalen anders reageren op het aangelegd temperatuurverschil. Dit noemt men ook wel het seebeckeffect. Toepassingen zijn thermokoppels en thermo-elektrische beveiliging van gasbranders.

## Koeling
Ten tweede: het sturen van een elektrische stroom door twee metaalovergangen veroorzaakt een verplaatsing van warmte van de ene overgang naar de andere. Men spreekt in dit geval ook wel van het peltiereffect. Het thermo-elektrisch effect wordt o.a. gebruikt in koeling. Koelapparaten volgens het peltierprincipe worden op grote schaal geproduceerd als kleine koelboxen voor gebruik op camping of in de auto. Ook verschillende biertaps voor thuisgebruik werken met peltierkoeling. Er is ook geëxperimenteerd met thermo-elektrisch koelen in computers. Dit wordt vooral toegepast voor overklokken.
Het voordeel is dat er geen bewegende delen nodig zijn, met uitzondering van een ventilator voor beweging van de lucht. Nadeel is het hoge energieverbruik waardoor toepassing voor grotere volumes niet efficiënt is.
Metingen van het Seebeck-effect worden in het onderzoek van (half)geleidende materialen vaak samen met metingen van het Hall-effect en de specifieke weerstand toegepast om de aard, het aantal en de mobiliteit van de ladingsdragers te bepalen. 